# Fleurey-lès-Lavoncourt
Fleurey-lès-Lavoncourt är en kommun i departementet Haute-Saône i regionen Bourgogne-Franche-Comté i östra Frankrike. Kommunen ligger i kantonen Dampierre-sur-Salon som tillhör arrondissementet Vesoul. År 2022 hade Fleurey-lès-Lavoncourt 108 invånare.

## Befolkningsutveckling
Antalet invånare i kommunen Fleurey-lès-Lavoncourt
| Referens: INSEE |